# Johann Mühlegg
Johann Mühlegg (Marktoberdorf, 8 novembre 1970) è un ex fondista tedesco naturalizzato spagnolo.

## Biografia

### Stagioni 1991-1998
Ha debuttato in campo internazionale ai Mondiali del 1991 in Val di Fiemme, e ha ottenuto il primo risultato di rilievo in Coppa del Mondo il 14 dicembre dello stesso anno nella 30 km a tecnica libera di Thunder Bay (4°). Ha gareggiato per la nazionale tedesca fino al 1999, partecipando anche a tre edizioni dei Giochi olimpici invernali, Albertville 1992 (31° nella 10 km, 7° nella 50 km, 16° nell'inseguimento, 6° nella staffetta), Lillehammer 1994 (17° nella 10 km, 9° nella 30 km, 8° nell'inseguimento, 4° nella staffetta) e Nagano 1998 (27° nella 10 km, 7° nella 50 km, 17° nell'inseguimento, 8° nella staffetta) e a quattro dei Campionati mondiali (5° nella staffetta di Falun 1993 il miglior risultato). Per i colori tedeschi non andò mai a podio, anche se vinse due volte (1994 e 1999) la Marcialonga, arrivando incredibilmente in tutte e due le edizioni a pari merito con lo stesso tempo, rispettivamente, di Silvano Barco e Juan Jesús Gutiérrez.
Iniziò ad avere problemi con la Federazione sciistica della Germania nel 1993 e dopo i Giochi di Nagano fu sospeso dalla squadra a causa dei suoi comportamenti inappropriati.

### Stagioni 1999-2000
Le sue buone relazioni con i membri della squadra di sci di fondo spagnola, in particolare con Juan Jesús Gutiérrez e Haritz Zunzunegui, gli facilitarono l'accesso alla cittadinanza spagnola, che gli fu concessa l'11 novembre 1999. Il 10 dicembre di quello stesso anno, gareggiando per la Spagna, vinse per la prima volta una gara di Coppa del Mondo, la 15 km a tecnica libera di Sappada. A fine stagione s'aggiudicò sia la Coppa del Mondo generale sia quella di lunga distanza.
L'anno dopo vinse due medaglie ai Mondiali di Lahti, l'argento nell'inseguimento (medaglia inizialmente assegnata al finlandese Jari Isometsä, poi squalificato per doping) e l'oro nella 50 km a tecnica libera.
Ai XIX Giochi olimpici invernali di Salt Lake City 2002 Mühlegg vinse l'oro nella 30 km a tecnica libera e nella 10 km a inseguimento, successi che gli valsero le congratulazioni del re Juan Carlos di Spagna. Mühlegg finì al primo posto anche nella 50 km a tecnica classica, disputata il 23 febbraio, ultimo sabato dei Giochi: sul finire della gara Mühlegg rimontò rapidamente sul russo Michail Ivanov 14,9 secondi, ma venne espulso dalle Olimpiadi il giorno seguente, dopo essere risultato positivo in un controllo antidoping alla darbepoetina, una farmaco analogo all'EPO che fa aumentare il numero di globuli rossi nel sangue. Il Comitato Olimpico Internazionale inizialmente lasciò a Mühlegg gli ori delle prime due gare, ma nel dicembre 2003 una decisione della Corte d'arbitrato dello sport ritirò anche quelle due medaglie. La corte rimise questo caso e quello simile della russa Ol'ga Danilova al comitato esecutivo del CIO, che confermò le sentenze nel febbraio 2004.
Mühlegg non tornò più alle gare; nell'ottobre del 2004 pubblicò la sua autobiografia Allein gegen Alle ("Solo contro tutti").

## Palmarès

### Mondiali
- 2 medaglie:
  - 1 oro (50 km a Lahti 2001)
  - 1 argento (inseguimento a Lahti 2001)

### Coppa del Mondo
- Vincitore della Coppa del Mondo nel 2000
- Vincitore della Coppa del Mondo di lunga distanza nel 2000
- 12 podi (individuali[9]):
  - 7 vittorie
  - 4 secondi posti
  - 1 terzo posto

#### Coppa del Mondo - vittorie
| Data             | Luogo          | Paese       | Disciplina  |
| ---------------- | -------------- | ----------- | ----------- |
| 10 dicembre 1999 | Sappada        | Italia      | 15 km TL    |
| 9 gennaio 2000   | Mosca          | Russia      | 30 km TL    |
| 20 febbraio 2000 | Lamoura/Mouthe | Francia     | 72 km TL MS |
| 26 febbraio 2000 | Falun          | Svezia      | 15 km TL    |
| 10 gennaio 2001  | Soldier Hollow | Stati Uniti | 30 km TL MS |
| 13 gennaio 2001  | Soldier Hollow | Stati Uniti | 15 km TC    |
| 12 dicembre 2001 | Brusson        | Italia      | 15 km TL    |

Legenda:

MS = partenza in linea

TC = tecnica classica

TL = tecnica libera